# Aughton
Aughton est un village situé dans le West Lancashire, un district du Lancashire, en Angleterre. Selon le recensement de 2001, sa population est de 8 432 habitants.
Il a deux gares, Aughton Park et Town Green, sur le réseau de Merseyrail.
La localité fictive d'Argleton, inventée par Google Maps, se trouve à proximité d'Aughton.

## Politique et démographie
Selon les recensements effectués en 2001, Aughton a une population s'élevant à 8 342 habitants. La région comprend le village d'Aughton lui-même, et une partie d'Aughton Park (une banlieue sud de Ormskirk).

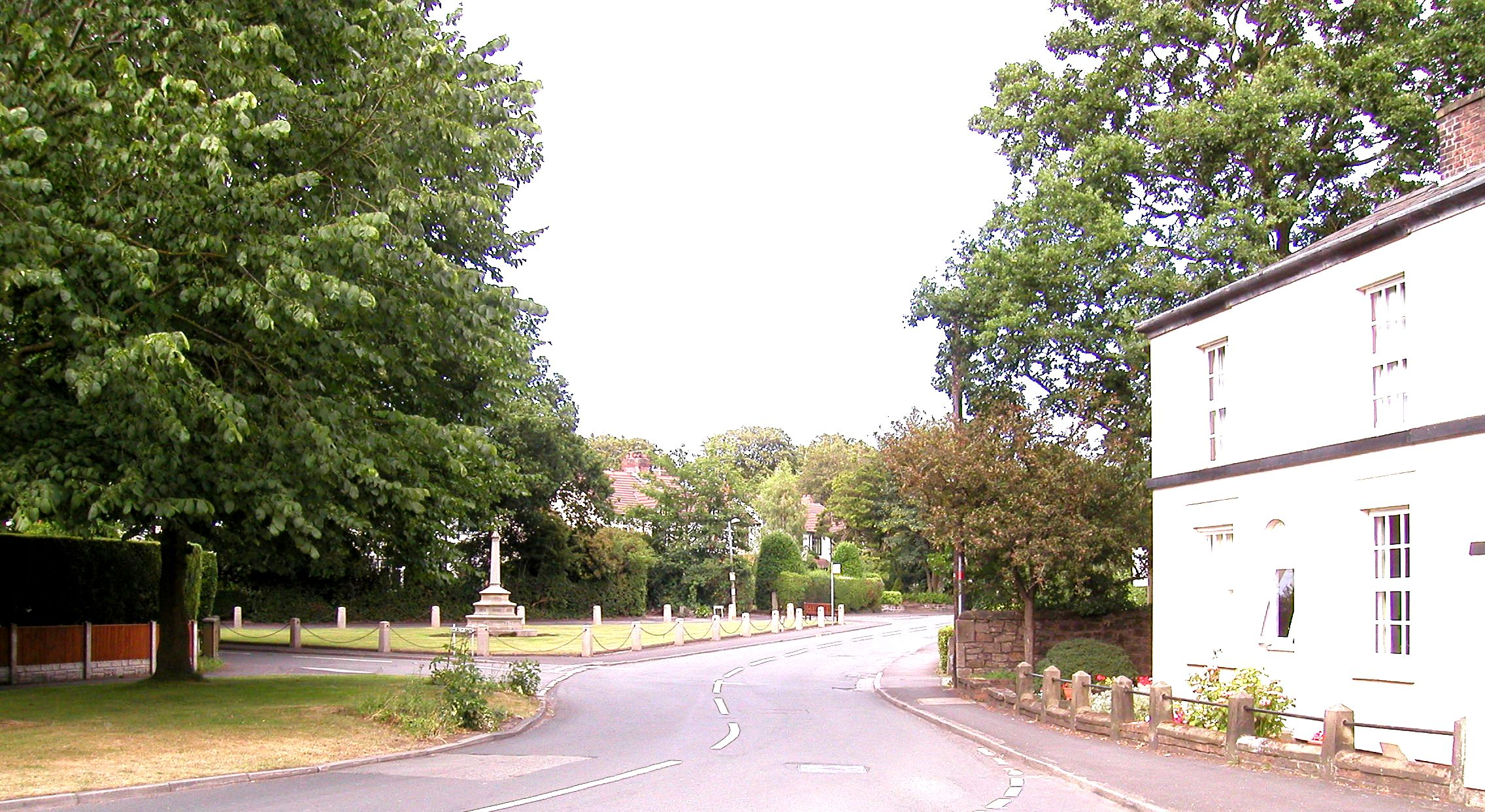
Holt Green, Aughton
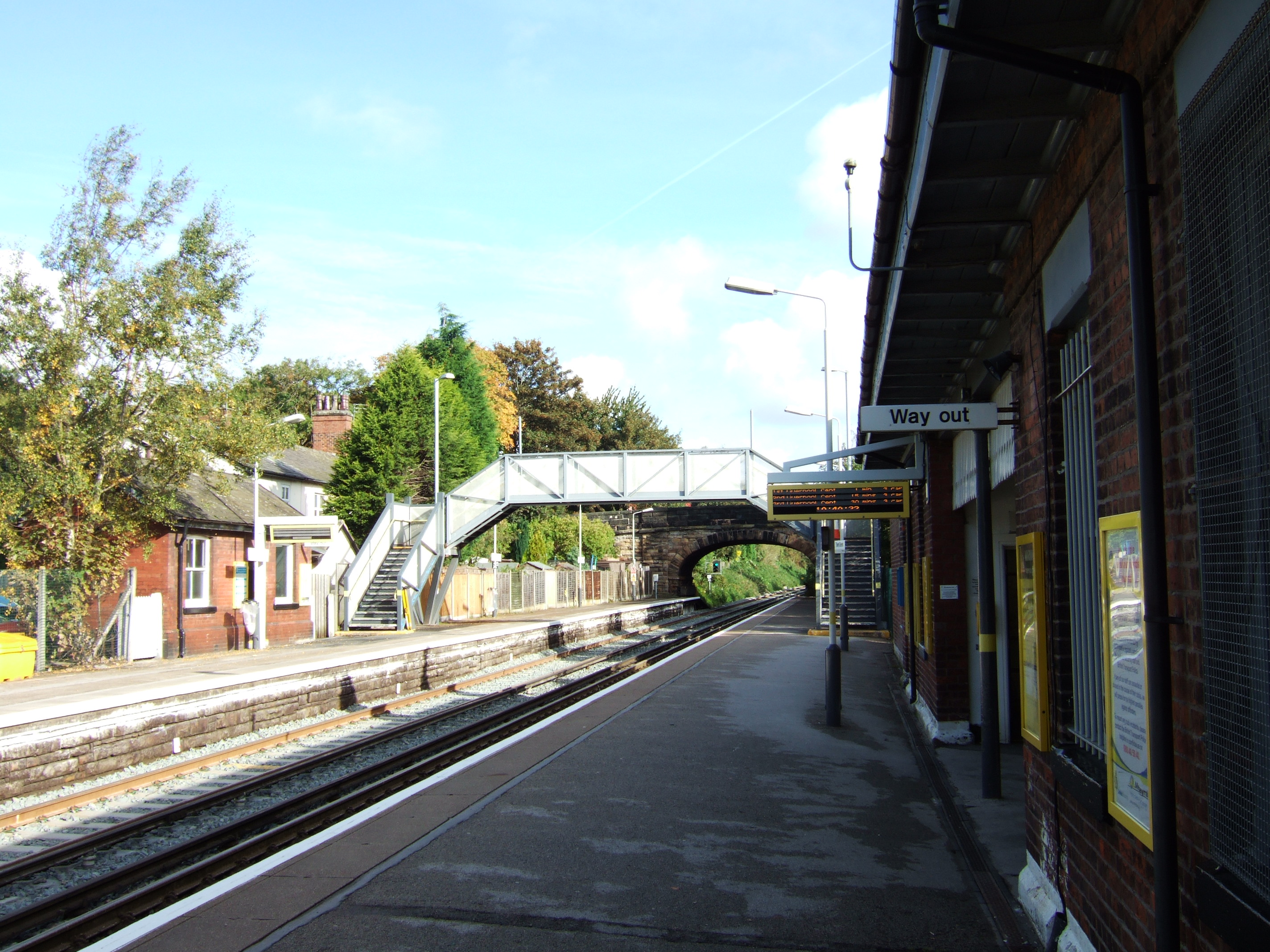
Gare de Town Green
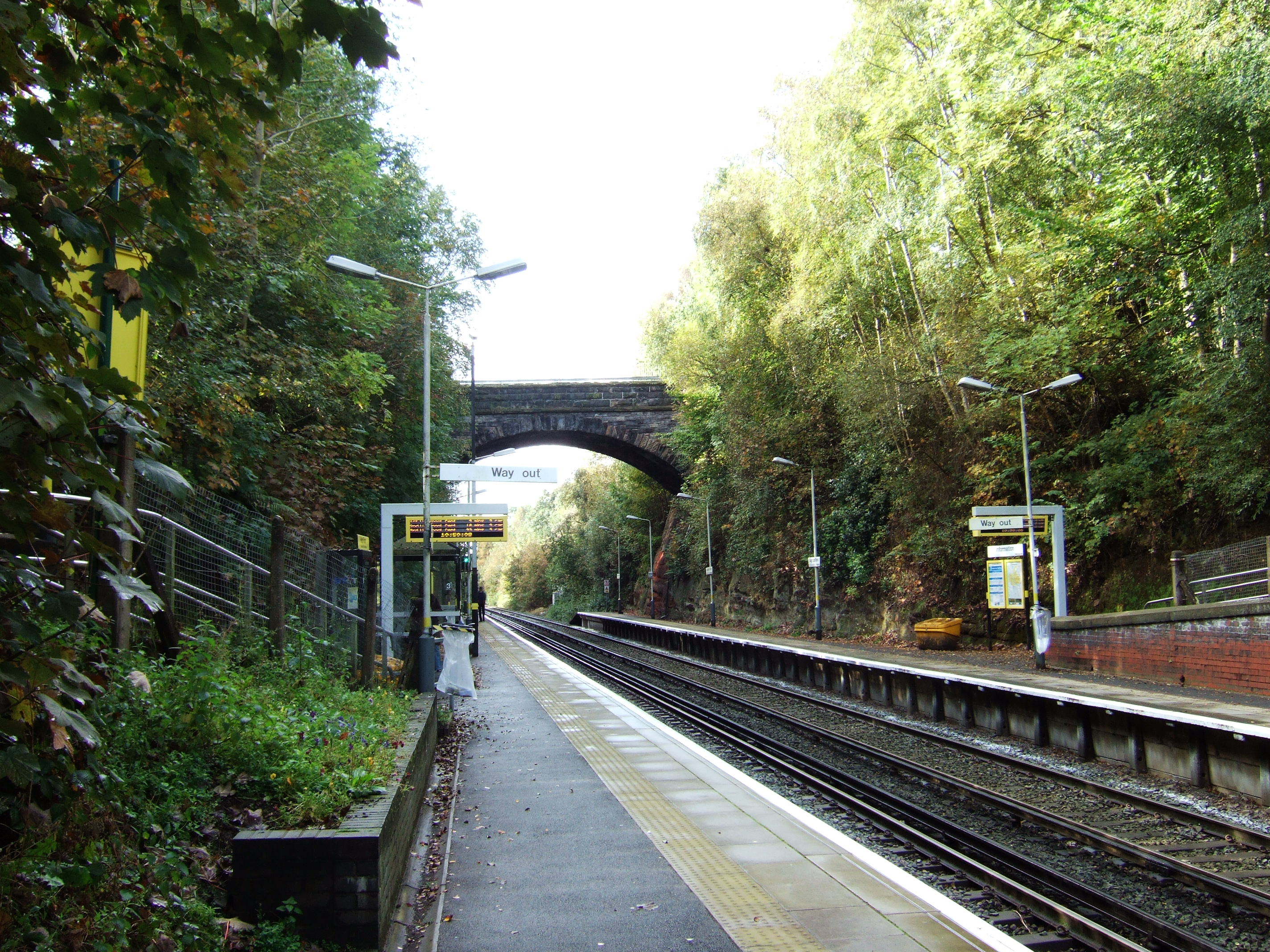
Gare d'Aughton Park